# Megaforce
Megaforce è un film del 1982 diretto da Hal Needham, con Barry Bostwick, Michael Beck e Henry Silva.

## Trama
Ace Hunter è il capo di Megaforce, un commando d'élite degli Stati Uniti, che viaggia per il mondo combattendo il male, usando dei mezzi chiamati Delta MK 4 Megafighter.